# Коваль Валерій Вікторович
Валерій Вікторович Коваль (*1959) — український учений у галузі телекомунікацій, доктор технічних наук, дійсний чллен АН ВШ України, .член - кореспондент Академії зв’язку України.

## Біографія
Народився в 1959 році на Одещині. 
В 1981 році з відзнакою закінчив денне відділення  факультету багатоканального електрозв'язку Одеського електротехнічного інституту зв'язку (ОЕІЗ) ім. О. С. Попова (денне відділення), отримавши кваліфікацію інженера багатоканального електрозв'язку. Працював в Уфимському конструкторському бюро «Кабель». 
У 1982  — 1991 роках навчався в заочній  аспірантурі, обімав посади інженера, старшого інженера, старшого наукового співробітника, викладача, старшого викладача, доцента в Одеському інституті зв'язку.  В 1991 — 1994 р. — докторант Московського інституту зв'язку.
У 1994–1999 роках обіймав посаду доцента кафедри мережі зв'язку Української державної академії ім. О. С. Попова. З 1999 р. —начальник відділу планування та розвитку мереж Одеської дирекції УДПЕЗ «Укртелеком», директор по розвитку "Телекомунікаційної компанії «Велтон. Телеком. Одесса», старший науковий співробітник, доцент, професор, завідувач кафедри радіомоніторингу та радіочастотного менеджменту Державного університету інформаційно-комунікаційних технологій Мінтрансзв'язку України, м. Київ. Займався розробкою та впровадженням систем управління, синхронізації цифрових телекомунікаційних мереж та інформаційних інфраструктур.  
Від 2009 року працює  у Національному університеті біоресурсів і природокористування України (Київ): 

## Наукова діяльність
Досліджував проблеми розробки та оптимізації систем синхронізації цифрових систем передачі інформації. Кандидат технічних наук з 1987 року,  доктор технічних наук з 2007 року. Академік Академії наук вищої школи України, член - кореспондент Академії зв’язку України.
Сфера наукових інтересів охоплює такі напрями: глобальна інформаційна інфраструктура; телекомунікаційні мережі; радіотехнічні пристрої та засоби телекомунікацій. Основні напрямки наукових досліджень — ієрархічні структури; аналітичні методи аналізу процесів управління; синхронізація; багатокритеріальна оптимізація; перетворення еквівалентних структур; підвищення точності, швидкодії та надійності функціонування пристроїв синхронізації; завадостійке кодування; оптимізація та створення нових електронних пристроїв.
Автор понад 130 наукових публікацій в міжнародних та вітчизняних наукових журналах, в тому числі 6 авторських свідоцтв і патентів на винаходи, 4 монографії, навчальний посібник та близько 50 статей у фахових виданнях. Проводить спільні наукові дослідження з науковцями академічних установ та навчальних закладів України, а також з науково-дослідними інститутами зарубіжжя та України. Підготував 2 кандидатів технічних наук, є науковим керівником аспірантів та магістрантів.
Окрім наукової та навчальної роботи, бере активну участь у науково-організаційній роботі в межах України, популяризації науки і техніки серед населення, студентської молоді та школярів. З 2007 р. — член спеціалізованої вченої ради Д26.861.01 по захисту докторських дисертацій.

#### Праці
- Цифрова обробка аудіо- та відеоінформації у мультимедійних системах: Навчальний посібник / О.В. Дробик, В.В. Кідалов, В.В. Коваль, Б.Я. Костік, В.С. Лазебний, Г.М. Розорінов, Г.О. Сукач. – К.: Наукова думка, 2008. – 144 с.
- Оптимизация структур больших систем / Борщ В.И., Донец В.А., Коваль В.В., Лейбзон А.Я., Лесовой И.П. – К.: Наукова думка, 2001. – 193 с.
- Иерархические формирователи сетки частот сетей телекоммуникаций / Борщ В.И., Донец В.А., Коваль В.В., Михайлов Н.К., Туманов Ю.Г. – К.: Наукова думка, 2001. – 212 с.
- Проектування та технічна експлуатація РЕЗ та комплексів: Методичні матеріали до виконання практичних занять і завдання до самостійної роботи студентів / Коваль В.В., Кравець О.А. – К.: ДУІКТ, 2008. – 24 с.
- Методичні матеріали і завдання до виконання курсової роботи та практичних занять з дисципліни „Проектування та технічна експлуатація РЕЗ та комплексів” освітньо-кваліфікаційного рівня магістр / Коваль В.В., Кравець О.А. – К.: ДУІКТ, 2008. – 37 с.